# Esthlodora versicolor
Esthlodora versicolor är en fjärilsart som beskrevs av Turner. Esthlodora versicolor ingår i släktet Esthlodora och familjen nattflyn. Inga underarter finns listade i Catalogue of Life.